# Karim Ali Fathi
Karim Ali Fathi, né le 30 mai 1993 au Caire, est un joueur professionnel de squash représentant l'Égypte. Il atteint en septembre 2017 la 33e place mondiale sur le circuit international, son meilleur classement. 